# Morti nell'886
| Questa pagina contiene informazioni ricavate automaticamente dalle voci biografiche con l'ausilio del template Bio e di un bot. L'aggiornamento è periodico e automatico e ricostruisce completamente la pagina. Se manca una persona in questa lista, sei pregato di non aggiungerla, ma accertati piuttosto che la sua voce biografica contenga il template Bio e che i dati anagrafici siano correttamente compilati. Se il template Bio manca, inseriscilo tu stesso o, in alternativa, metti l'avviso {{tmp\|Bio}} che ne segnala la mancanza. Se i dati riportati sono sbagliati, correggi direttamente la voce biografica; le modifiche saranno visibili in questa lista entro pochi giorni. Per chiarimenti vedi il progetto biografie. La lista contiene solo le 12 persone che sono citate nell'enciclopedia e per le quali è stato implementato correttamente il template Bio. Pagina aggiornata al 10 apr 2025. |

- 9 marzo - Abu Ma'shar al-Balkhi, matematico, astronomo e astrologo persiano (n. 787)
- 3 aprile - Giuseppe l'Innografo, monaco cristiano bizantino (n. 816)
- 3 maggio - Vulgrin I d'Angoulême, conte
- 12 maggio - Ugo l'Abate, arcivescovo franco
- 4 agosto - Muhammad I ibn Abd al-Rahman, emiro (n. 823)
- 28 agosto - Enrico di Franconia, nobile franco
- 29 agosto - Basilio I il Macedone, imperatore bizantino
- Aione, arcivescovo longobardo
- Bernardo III di Tolosa, nobile (n. 841)
- Ibn Maja, giurista (n. 824)
- Roberto I di Troyes, conte
- Alamanno di Hautvillers, teologo francese